# Sleeper (filme)
Sleeper (br: O Dorminhoco / pt: O Herói do Ano 2000) é um filme americano de 1973, uma comédia de ficção científica estrelada e dirigida por Woody Allen. Teve um orçamento de dois milhões de dólares americanos e um lucro de mais de 18 milhões.

## Elenco
- Woody Allen...Miles Monroe
- Diane Keaton...Luna Schlosser
- John Beck...Erno Windt
- Mary Gregory: Doutor Melik
- Don Keefer: Doutor Tryon
- John McLiam: Doutor Agon
- Bartlett Robinson: Doutora Orva
- Mews Small: Doutor Ner

## Sinopse
Um clarinetista de jazz e dono de restaurante chamado Miles Monroe foi congelado em 1973 e trazido de volta 200 anos depois por um grupo contrário ao poder vigente, que tenta derrubar o governo opressor. A polícia invade o local e prende os cientistas que descongelaram Miles, mas ele foge com um disfarce de robô. Ele é enviado a casa da grã-fina Luna para trabalhar como mordomo, mas é descoberto quando a mulher o leva ao fabricante para que troquem a cabeça dele. Miles consegue fugir, mas logo é capturado e sofre lavagem cerebral. Luna e um grupo de rebeldes ao qual ela se aliou conseguem libertar Miles e agora querem que ele os ajude a matar o misterioso governante.